# جورج بالدوين (سياسي)
جورج بالدوين (بالإنجليزية: George Baldwin)‏ هو قاضي ومحامي وسياسي أمريكي، ولد في 1830، وتوفي في 1907. نشط حزبياً في الحزب الديمقراطي. وقد انتخب عضو جمعية ولاية ويسكونسن وانتخب عضو مجلس ولاية ويسكونسن.